# Chongtar Kangri
Chongtar Kangri, abans anomenat Mont Spender en record del topògraf que acompanyà Eric Shipton i Bill Tilman el 1937, és un important cim de la Baltoro Muztagh, una secció del Karakoram. Es troba al Xinjiang, la Xina, molt a prop de la frontera amb el Pakistan. Amb 7.315 msnm és la 81a muntanya més alta de la Terra. Té una prominència de 1.295 metres.
El primer intent d'escalada no va tenir lloc fins al 1985 per una expedició estatunidenca dirigida per Jim Bridwell que va arribar a 7.000 metres per la carena oest. El 8 de setembre de 1994 els australians Greg Mortimer, Luke Trihey i el neozelandès Colin Monteath van ascendir el cim Nord per l'aresta Oest. El Chongtar Kangri II i els cims sud i nord-est no han estat escalats.